# یواس‌اس اینگراهام (دی‌دی-۶۹۴)
یواس‌اس اینگراهام (دی‌دی-۶۹۴) (به انگلیسی: USS Ingraham (DD-694)) یک کشتی بود که طول آن ۱۱۴٫۸ متر (۳۷۷ فوت) بود. این کشتی در سال ۱۹۴۴ ساخته شد.